# Mel Hutchins
Melvin R. Hutchins (Sacramento, California; 22 de noviembre de 1928-Encinitas, California; 19 de diciembre de 2018) fue un baloncestista estadounidense que jugó durante siete temporadas en la NBA, entre 1951 y 1958. Con 1,98 metros de altura, jugaba en la posición de ala-pívot. Fue cuatro veces All-Star.

## Biografía
Mel Hutchins era hermano de Colleen Kay Hutchins (Miss América 1952), primo del también jugador de la NBA Ernie Vandeweghe, tío del jugador y entrenador de baloncesto de la NBA y dos veces All-Star Ernest "Kiki" Vandeweghe, tío de la nadadora olímpica Tauna Vandeweghe, y tío-abuelo de la tenista Coco Vandeweghe.

## Trayectoria deportiva

### Universidad
Jugó durante cuatro temporadas con los Cougars de la universidad mormona de Brigham Young University, en las que promedió 11,2 puntos por partido. En su última temporada llevó a su equipo a la Final Four de la NCAA, acabando finalmente cuartos, después de sufrir una lesión en la rodilla. Tras la temporada, fue invitado a jugar el All-Star universitario, en el que anotó 27 puntos, siendo elegido MVP del partido.

### Profesional
Fue elegido en la segunda posición del Draft de la NBA de 1951 por los Tri-Cities Blackhawks, equipo que esa misma temporada se trasladaría a Milwaukee. En su primera temporada promedió 9,2 puntos y 13,3 rebotes, que le hicieron ser considerado extraoficialmente como rookie del año (el galardón no empezaría a otorgarse hasta la temporada 1952-53). Acabó como segundo máximo reboteador de la liga, tras George Mikan. Tras jugar un año más en los Hawks, debutando en el All-Star, fue traspasado a Fort Wayne Pistons en la temporada 1953-54, donde jugaría durante cuatro temporadas, siendo elegido nuevamente en tres de ellas para disputar el partido de las estrellas.
En 1957 fue traspasado a New York Knicks, donde apenas jugó 18 partidos antes de retirarse a la edad de 29 años. En el total de su carrera profesional promedió 11,1 puntos y 9,6 rebotes por partido.

## Estadísticas de su carrera en la NBA
| * | Líder de la liga |

### Temporada regular
| Año      | Equipo     | PJ  | MPP  | TC%  | TL%  | RPP   | APP | PPP  |
| -------- | ---------- | --- | ---- | ---- | ---- | ----- | --- | ---- |
| 1951–52  | Milwaukee  | 66  | 39.7 | .365 | .644 | 13.3* | 2.9 | 9.2  |
| 1952–53  | Milwaukee  | 71  | 40.7 | .379 | .654 | 11.2  | 3.2 | 11.7 |
| 1953–54  | Fort Wayne | 72  | 40.8 | .401 | .677 | 9.7   | 2.9 | 10.3 |
| 1954–55  | Fort Wayne | 72  | 39.7 | .378 | .708 | 9.2   | 3.4 | 12.0 |
| 1955–56  | Fort Wayne | 66  | 33.9 | .425 | .643 | 7.5   | 2.7 | 12.0 |
| 1956–57  | Fort Wayne | 72  | 36.8 | .387 | .738 | 7.9   | 2.9 | 12.4 |
| 1957–58  | New York   | 18  | 21.3 | .389 | .558 | 4.8   | 1.9 | 7.0  |
| Total    | Total      | 437 | 37.9 | .389 | .673 | 9.6   | 3.0 | 11.1 |
| All-Star | All-Star   | 4   | 28.5 | .282 | .500 | 5.3   | 1.8 | 6.5  |

### Playoffs
| Año   | Equipo     | PJ | MPP  | TC%  | TL%  | RPP  | APP | PPP  |
| ----- | ---------- | -- | ---- | ---- | ---- | ---- | --- | ---- |
| 1954  | Fort Wayne | 4  | 40.5 | .326 | .706 | 9.3  | 1.5 | 10.5 |
| 1955  | Fort Wayne | 11 | 37.9 | .417 | .679 | 8.1  | 2.8 | 14.4 |
| 1956  | Fort Wayne | 10 | 37.7 | .304 | .610 | 8.8  | 2.3 | 9.3  |
| 1957  | Fort Wayne | 2  | 34.0 | .300 | .714 | 11.5 | 5.0 | 11.5 |
| Total | Total      | 27 | 37.9 | .355 | .661 | 8.8  | 2.6 | 11.7 |